# Björn Berg (militär)
Se även Björn Berg (olika betydelser).
Björn Gustaf Adolf Berg, född 30 september 1910 i Oscars församling i Stockholm, död 4 juni 1964 i Eksjö församling i Jönköpings län, var en svensk militär.
Efter officersexamen blev Berg fänrik vid Svea ingenjörkår 1931, varpå han befordrades till löjtnant 1934, kapten 1940, och major 1949. Han studerade vid Artilleri- och ingenjörhögskolan 1932–1936. År 1954 befordrades han till överstelöjtnant och var stabschef vid Bodens ingenjörkår 1954–1957. Han befordrades 1957 till överste och var från 1957 till sin död 1964 chef för Göta ingenjörkår (1963 namnändrad till Göta ingenjörregemente).